# Hydropsyche palpalis
Hydropsyche palpalis är en nattsländeart som beskrevs av Navás 1936. Hydropsyche palpalis ingår i släktet Hydropsyche och familjen ryssjenattsländor. Inga underarter finns listade i Catalogue of Life.